# Polybetes rubrosignatus
Polybetes rubrosignatus là một loài nhện trong họ Sparassidae.
Loài này thuộc chi Polybetes. Polybetes rubrosignatus được Cândido Firmino de Mello-Leitão miêu tả năm 1943.